# Уэсли, Гаррет, 1-й граф Морнингтон
Гаррет Колли Уэсли, 1-й граф Морнингтон (19 июля 1735 — 22 мая 1781) — англо-ирландский политик и композитор, отец А́ртура Уэ́лсли, 1-го герцога Ве́ллингтон.

## Биография
Уэлсли родился в фамильной резиденции Данжан, около Саммерхилла, деревни рядом с Тримом в графстве Мит (Ирландия), в семье Ричарда Уэсли, 1-го барона Морнингтона и Элизабет Сэйл. Он окончил Тринити Колледж в Дублине и сначала был избран в 1764 году Профессором музыки. С раннего детства он показал незаурядные способности в игре на скрипке и вскоре стал сочинять пьесы. Как композитор он запомнился в основном как автор «Here in cool grot» (на стихи Уильяма Шенстона) для англиканского пения. Герцог Веллингтон, единственный из его детей, кто унаследовал его музыкальный талант.
Когда Уэлсли наследовал своему отцу как 2-й барон Морнингтон, он представлял Трим в палате общин ирландского парламента с 1757 по 1758 годы.
В 1759 году он был назначен Хранителем актов графства Мит, а в 1760 году его титул был переименован в виконта Уэлсли и графа Морнингтона.
В 1776 году он был избран великим мастером Великой ложи Ирландии. Он небрежно обращался с деньгами, в результате чего после его смерти семья оказалась в затруднительном материальном положении и была вынуждена продать поместье.

## Семья и дети
В 1759 году Уэлсли женился на Анне Хилл-Тревор, старшей дочери банкира Артура Хилл-Тревора, 1-го виконта Данганнона и Анны Стаффорд. У пары было 6 детей:
- Ричард Колли (20 июня 1760—26 сентября 1842) — британский государственный деятель, 2-й граф Морнингтон (с 1781), 1-й маркиз Уэлсли (с 1799)
- Уильям Уэлсли (20 мая 1763 — 22 февраля 1845) — 3-й граф Морнингтон (с 1842), 1-й барон Мэриборо (с 1821).
- Артур Уэлсли (1 мая 1769 — 14 сентября 1852) — 1-й герцог Веллингтон, британский полководец и государственный деятель, фельдмаршал (3 июля 1813), участник Наполеоновских войн, победитель при Ватерлоо (1815). 25-й (с 22 января 1828 по 22 ноября 1830) и 28-й (с 17 ноября по 10 декабря 1834) премьер-министр Великобритании.
- Джеральд Валериан Уэлсли (7 декабря 1770 — 24 октября 1848) — отец адмирала Джорджа Уэлсли (1814—1901)
- Генри Уэлсли (20 января 1773 — 27 апреля 1847) — британский политик и дипломат, 1-й барон Каули (1828—1847)
- Леди Анна Уэлсли[англ.] (1775 — 16 декабря 1844) — замужем: 1-й муж с 7 января 1790 года Генри ФицРой (1765—1794), младший сын Чарльза ФицРоя, 1-го барона Саутгемптона, 2-й муж с 2 августа 1799 года Чарльз Каллинг Смит (1775—1853).

Четверым из пяти сыновей лорда Морнингтона были пожалованы дворянские титулы.